# Kurt Cassar
Kurt Cassar (Pietà, 13 aprile 1999) è un cestista maltese di formazione italiana.